# Wrangell Island
Wrangell Island ist eine Insel im Alexanderarchipel im Alaska Panhandle. Die Insel ist ca. 48 km lang und zwischen 8 und 23 km breit. Ihre Landfläche beträgt 544 km². Sie ist vom Festland nur durch einen schmalen Kanal, den Blake Channel, getrennt.  

## Geschichte
Die Insel ist nach dem russischen Forscher und späteren Gouverneur von Russisch-Amerika, Ferdinand von Wrangel, benannt. 1834 gründete dieser auf der Insel ein Lagerhaus 20 km nördlich der großen Tlingit-Siedlung Kotzlitzna, an der Stelle des heutigen Wrangell, der einzigen Stadt der Insel. Die Insel ist somit die Heimat einer der ältesten Siedlungen Alaskas, die nicht von Ureinwohnern gegründet wurde.

## Geografie
Wrangell Island liegt genau im Mündungsgebiet des Stikine River und bietet viele Freizeitmöglichkeiten. Sie ist stark bewaldet und hat noch nichts von ihrer ursprünglichen Wildnis verloren. Neben der einzigen Stadt (Wrangell) gibt es nur noch die kleine Siedlung Thoms Place auf der Insel. Die Bevölkerungszahl beträgt 2401 (Stand 2000).